# هی‌بادی
هی‌بادی (به انگلیسی: HEYBODDY) یک نرم‌افزار جامع طراحی برنامه تغذیه‌, تمرین، حرکات اصلاحی و آنالیز بدن تجاری است که توسط AVAN تولید شده‌است.
شرکت Avan. واقع در آمریکا تولیدکنندهٔ نرم‌افزارهای Heyboddy است. این شرکت اکنون ۲۵ کارمند و ۲ دفتر در کشورهای مختلف داشته و در ۳ کشور جهان از طریق شرکای بومی حضور فعال دارد.
هی‌بادی به به مربیان ورزشی، پزشکان تغذیه، پزشکان حرکات اصلاحی این امکان را می‌دهد تا بر اساس داده‌های فیزیولوژیکی شاگردان خود اطلاعات دقیقی در مورد تناسب اندام و سلامتی‌شان دریافت کنند و برنامه‌های تمرینی و تغذیه آن‌ها را طراحی و آنها را مدیریت کنند.
هی‌بادی مجموعه‌ای از ابزارهای تجاری است که با زبان برنامه‌نویسی پایتون انتشار یافته‌است. بیشتر از صد هزار کاربر در سطح جهان دارد که برای مدیریت بیزینس ورزشی، تغذیه و باشگاه داری در اندازه‌های متفاوت استفاده می‌شود. از اجزای اصلی برنامه سرور است که هسته آن حدود ۲۶ ماژول که ماژول‌های رسمی نامیده می‌شوند را دارد
هی‌بادی سریع‌ترین رشد در بین نرم‌افزارهای ورزشی را داراست. heyboddy سبد کاملی از نرم‌افزارهای سلامت محور جهت رفع تمام نیازهای ورزشکاران، مربی‌ها، پزشک‌ها ی تغذیه، کارشناسان حرکات اصلاحی و باشگاه‌ها را داراست؛ از وبسایت و تجارت الکترونیک تا بانک غذا، بانک حرکات تمرینی، آنالیز بدن و چت، که همه کاملاً یکپارچه هستند. این اولین بار در تاریخ است که یک نرم‌افزار در حوزه سلامت به این سطح از پوشش دست یافته‌است.[نیازمند منبع]شما می‌توانید دستگاه‌های آنالیز بدن مانند Inbody را به هی‌بادی روی دامنه شخصی خود متصل کنید و نتیجه آنالیز بدن شاگرد را به پرونده پزشکی هی‌بادی ارسال کنید تا در طراحی برنامه‌های غذایی و تمرینی از داده‌های آنالیز کمک بگیرید برای بالا بردن کیفیت برنامه‌ها
مربی و پزشک‌های تغذیه و حرکات اصلاحی می‌توانند به صورت تیمی در طراحی برنامه‌های شاگردها نقش داشته باشند به این صورت که هر مربی یا پزشک طراحی یک برنامه را به عهده داشته باشد
با استفاده از پرونده‌های هوشمند که برای هر شاگرد ایجاد می‌شود امکان چک کردن تغییرات در طول دوره‌های مختلف برای مربی و پزشک‌ها وجود دارد تا در صورت نیاز در طراحی برنامه‌های جدید تغییرات اضافه شود
هوش مصنوعی هی‌بادی برای جلوگیری از ارسال برنامه‌های تمرینی و تغذیه تکراری در زمان طراحی به عنوان یک دستیار در کنار مربی و پزشک‌ها قرار می‌گیرد و علاوه برآسان تر شدن طراحی برنامه راهنمایی‌های مورد نیاز را اعلام می‌کند.
بانک غذایی هی‌بادی بزرگ‌ترین و کاملترین اطلاعات غذاها را در خود جای داده‌است این داده‌ها با دقت محاسبه شده‌اند و به راحتی با انتخاب هر ماده غذایی میزان کالری آن در برنامه محاسبه می‌شود و همچنین جدول ارزش غذایی آن به صورت کامل نمایش داده می‌شود
بانک مکمل‌های ورزشی همانند داده‌های غذایی بسیار کامل با اطلاعات تمامی برندها قابل دسترس هستند و در با انتخاب هر کدام برنامه‌های غذایی در لحظه محاسبه و قرار می‌گیرند.
یکی از بزرگ‌ترین بخش‌های هی‌بادی امکان داشتن یک وبسایت اختصاصی برای هر مربی و پزشک تغذیه است که بدون هیچ دانش فنی در سریعترین حالت ممکن فقط با ثبت یک دامین وبسایت با دامنه اختصاصی راه اندازی می‌شود. و به راحتی به عنوان یک اپلیکیشن روی موبایل با نام و تصویر مربی/پزشک قابل نصب و استفاده است

## آپدیت ها
هی‌بادی با تیم متخصص خود با سرعت بالا در حال بروز رسانی و اضافه کردن امکانات برای صنایع ورزشی و سلامت محور به صورت ماهانه است. همچنین آپدیت‌های مورد نیاز بر اساس تحلیل و فیدبک مشتریان برای استفاده هرچه راحت تر از هی‌بادی انجام می‌شود.

## تکنولوژی
یکی از قوانین الزامی تیم هی‌بادی استفاد از تکنولوژی‌های روز دنیا جهت راحتی و ایجاد تجربه کاربری خوب برای تمامی مربی‌ها و پزشکان تغذیه است که با ترکیب تجربه، علم و تکنولوژی تغییرات مثبت بزرگی در زندگی مردم ایجاد کند.